# Saeed Chmagh
Saeed Chmagh (em árabe: سعيد شماغ) (1 de janeiro de 1967 – 12 de julho de 2007) foi um jornalista iraquiano empregado pela Reuters como assistente de câmera. Foi morto junto com Namir Noor-Eldeen pela força aérea americana.